# Nechte je všechny mluvit
Nechte je všechny mluvit (v anglickém originále Let Them All Talk) je americké filmové komediální drama z roku 2020, které režíroval Steven Soderbergh podle scénáře Deborah Eisenbergové. Hlavní role ztvárnili Meryl Streep, Dianne Wiest, Candice Bergen, Lucas Hedges a Gemma Chan. Většina dialogů vznikla improvizací herců. Soderbergh film natáčel při přirozeném světle, a jen s malým množstvím filmařského vybavení, na palubě lodi Queen Mary 2.
Film byl vydán dne 10. prosince 2020 přes HBO Max, v České republice přes HBO GO.

## O filmu
Slavná americká spisovatelka Alice se po přemlouvání její nové literární agentky Karen vydává na předání prestižní literární ceny do Velké Británie. Alice ovšem odmítá letět, a tak jí Karen nabízí plavbu luxusní lodí Queen Mary 2. Alice na to přistoupí, ale požaduje, aby si s sebou mohla vzít tři hosty: kamarádky Robertu a Susan a synovce Tylera. Na lodi se k nim přidává i Karen, která musí zajistit, aby Alice na předání literární ceny vystoupila a také aby Alice nakladatelství předala svůj dlouho utajovaný rukopis. Na lodi ale postupně dochází k odhalování různých věcí z minulosti.

## Obsazení
| Meryl Streep           | Alice, Tylerova teta a kamarádka Susan a Roberty |
| Candice Bergen         | Roberta, kamarádka Alice a Susan                 |
| Dianne Wiest           | Susan, Eddieho matka a kamarádka Alice a Roberty |
| Gemma Chan             | Karen, Alicina literární agentka                 |
| Lucas Hedges           | Tyler Hughes, Alicin synovec                     |
| John Douglas Thompson  | doktor Mitchell                                  |
| Christopher Fitzgerald | Eddie, Susanin syn                               |
| Dan Algrant            | Kelvin Krantz                                    |
| Fred Hechinger         | Fred                                             |

## Výroba filmu
V srpnu 2019 bylo oznámeno, že ve filmu režiséra Stevena Soderbergha a scenáristky Deborah Eisenberg budou hrát  Meryl Streep a Gemma Chan. Později téhož měsíce bylo oznámeno, že společnost HBO Max získala práva na distribuci filmu a k hlavnímu obsazení se přidali herci Candice Bergen, Dianne Wiest a Lucas Hedges.
Výroba byla zahájena v srpnu 2019 v New Yorku. Natáčení pokračovalo na palubě zaoceánského parníku Queen Mary 2, jehož plavba přes Atlantik trvala dva týdny. Soderbergh použil pouze obrys příběhu napsaného Eisenbergovou a umožnil hercům improvizovat většinu svých dialogů. Soderbergh sloužil jako střihač a kameraman a technika zvukaře byla jediným použitým zařízením. Streep řekla, že za svou roli dostala zaplaceno 25 centů.